# Pehr Johan Berg
Pehr Johan Berg (Roslagius), född 5 november 1786 i Uppsala församling, död 27 augusti 1842 i Harbo församling, var en svensk präst. 

## Biografi
Berg föddes 1786 i Uppsala församling. Han var son till en handlande. Berg blev 1802 student vid Uppsala universitet och promoverades 1812 till filosofie magister. Han blev 1 februari 1813 vikarierande apologist vid Klara skola i Stockholm och prästvigdes 21 juni samma år. Den 10 mars 1818 blev han kollega vid skolan och avlade samma år pastoralexamen. Berg blev vikarierande rektor 5 maj samma år för Klara skola och ordinarie rektor 11 april 1820 vid Hedvig Eleonora skola. Den 22 december 1830 blev han kyrkoherde i Harbo församling, vikarierande kontraktsprost i Fjärdhundra norra kontrakt 1 augusti 1838 och ordinarie kontraktsprost 9 februari 1839. Han avled 1842 i Harbo församling.

### Familj
Berg var gift med Fredrica Apollonia Hansson.